# Lophocampa obsolescens
Lophocampa obsolescens là một loài bướm đêm thuộc phân họ Arctiinae, họ Erebidae.